# Trattato Rus'-bizantino (945)
Il trattato Rus'-bizantino tra l'imperatore bizantino Costantino VII e Igor' di Kiev fu concluso tra il 944 e il 945 come risultato della spedizione navale intrapresa dal Rus' di Kiev contro Costantinopoli all'inizio degli anni 940. Le sue clausole erano meno vantaggiose per i Rus' rispetto a quelle del precedente trattato, associato al nome del predecessore di Igor, Oleg. Si tratta di una delle prime fonti scritte dell'antica legge russa.
Il testo del trattato, come è conservato nella Cronaca degli anni passati, contiene una lista dei plenipotenziari rus' (non meno di cinquanta sono nominati). La schiacciante maggioranza hanno nomi norreni. Una parte degli inviati rus' giurò sulle proprie divinità pagane, mentre un'altra parte invocò il nome del dio cristiano, indicando che una porzione sostanziale dell'élite rus' era cristianizzata.
A parte la moglie di Igor Olga, altre due arcontesse sono menzionate: Predslava, moglie di Volodislav, e Sfandra, moglie di Uleb. Non è chiaro se queste due coppie di nomi (rispettivamente slavi e norreni) si riferiscono ai parenti rjurikidi di Igor o rappresentano una famiglia regnante distinta.
Il trattato del 944-945 ripeteva numerose clausole degli accordi precedenti. Nell'articolo 8, i Rus' promisero di non attaccare i Chersonesi, un'exclave bizantina in Crimea. L'imbocco del fiume Dniepr (Beloberežje) doveva essere amministrato congiuntamente, sebbene ai Rus' fosse proibito di svernare là e di opprimere i pescatori dei Chersonesi (articolo 12).
L'articolo 2 contiene nuove disposizioni sul diritto marittimo. Al fine di distinguere i pacifici mercanti dai razziatori, ogni nave dei Rus' doveva portare una concessione del principe kievano, che esplicava quante persone e quante navi avrebbero fatto vela per Costantinopoli. Sprovviste di tale concessione le navi dei Rus' potevano venir confiscate dalle autorità imperiali.